# Pou d'aigua (el Talladell)
Pou d'aigua és una obra del poble del Talladell, al municipi de Tàrrega (Urgell) protegida com a Bé Cultural d'Interès Local.

## Descripció
Element singular format per una alta torre de pedra amb elements ceràmics, en el que el seu accés no és el convencional sinó una àmplia escalinata d'un sol tram que és el que li dona l'extraordinària monumentalitat.
És un obra típicament modernista construïda pels voltants del 1900.